# Vålåsjön
Vålåsjön är en sjö i Åre kommun i Jämtland och ingår i Indalsälvens huvudavrinningsområde. Sjön har en area på 2,32 kvadratkilometer och ligger 947,1 meter över havet. Vålåsjön ligger i Vålådalen Natura 2000-område. Sjön avvattnas av vattendraget Dunsjöån.

## Delavrinningsområde
Vålåsjön ingår i det delavrinningsområde (698990-134605) som SMHI kallar för Utloppet av Vålåsjön. Medelhöjden är 1 039 meter över havet och ytan är 12,92 kvadratkilometer. Räknas de 3 avrinningsområdena uppströms in blir den ackumulerade arean 39,4 kvadratkilometer. Dunsjöån som avvattnar avrinningsområdet har biflödesordning 3, vilket innebär att vattnet flödar genom totalt 3 vattendrag innan det når havet efter 352 kilometer. Avrinningsområdet består mestadels av kalfjäll (82 procent). Avrinningsområdet har 2,34 kvadratkilometer vattenytor vilket ger det en sjöprocent på 18,1 procent.